# 真福寺 (上野原市)
真福寺（しんぷくじ）は、山梨県上野原市秋山にある臨済宗建長寺派の寺院。山号は桜井山。本尊は薬師如来。なお、神奈川県川崎市下作延に別院がある。

## 歴史
この寺は、室町時代に鎌倉明月院を開山した密室守厳（1384年寂）によって開かれた寺である。